# Quaestio perpetua de repetundis

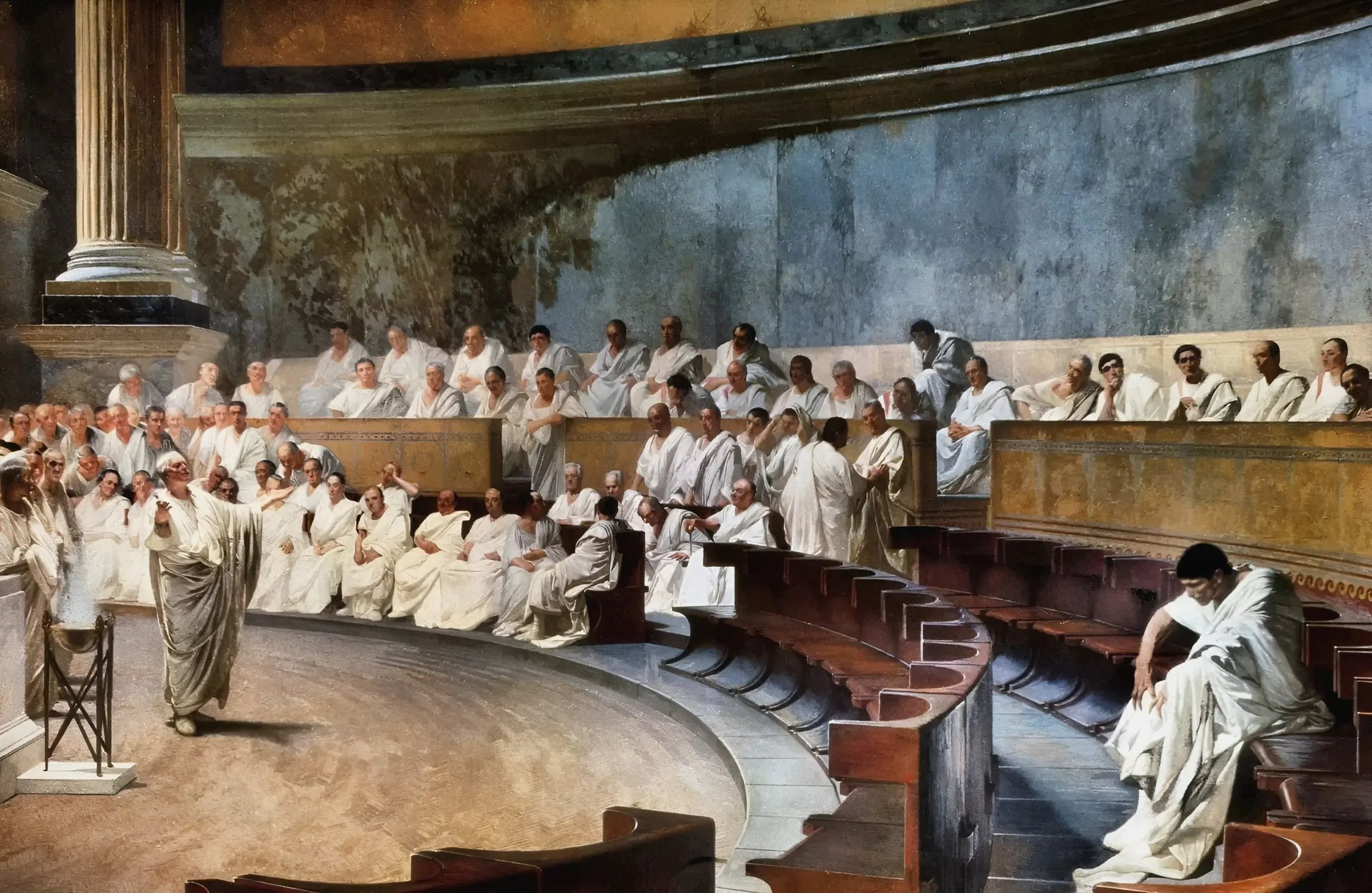
Cicerone denuncia Catilina, 1880, affresco di Cesare Maccari; Roma, Palazzo Madama, Sala Maccari

La quaestio perpetua de repetundis o quaestio de repetundis, costituiva uno dei tribunali permanenti istituiti a partire dal II secolo a.C. e rimasti in vigore fino alla fine del II secolo per giudicare vari reati specifici (repetundae, iniuria, maiestas). 

## Funzione
Quello de repetundis, istituito per primo, era chiamato a giudicare dei reati di concussione dei magistrati, di rango senatorio, o dei semplici cittadini (i pubblicani ad esempio) commessi nelle province governate da Roma. Gli imputati potevano essersi resi colpevoli di casi di furto o malversazione (spoliazione dei beni dei nativi oppure furti ai danni dello stesso erario imperiale) durante l'esercizio del loro incarico.

## Composizione
Il collegio, che giudicava la causa che poteva essere intentata da un qualsiasi cittadino, era composto da senatori (ma la composizione variò nel tempo), presieduti da un pretore (oppure, su sua delega da un quaesìtor), che decidevano a maggioranza. Caso celebre fu quello che riguardò l'allora propretore della Sicilia dal 73 a.C. al 71 a.C. Verre, contro il quale Cicerone durante il processo pronunciò le sette famose orazioni dette Verrine. Celebre è anche il caso di Sallustio, che fu sottoposto al medesimo tribunale, accusato per il suo malgoverno della provincia d'Africa.

## Storia
Il tribunale fu istituito con la lex Calpurnia del 149 a.C. e, abolito dopo il senatus consultum ultimum ai danni di Gaio Sempronio Gracco, fu reintrodotto nel 106 a.C. con la lex Servilia iudiciaria. La composizione dell'assemblea variò nel tempo: affidata originariamente all'ordine senatorio, fu assegnata all'ordine equestre da Gaio Gracco (nel 123 a.C.) e nel 106 a.C. (lex Servilia Glaucia), poi restituita al ceto senatorio da Silla, e infine ripartita nel 70 a.C. (lex Aurelia iudiciaria) tra senatori, cavalieri e tribuni erarii, questi ultimi successivamente eliminati dal collegio da una legge di Cesare (lex Iulia iudiciària). In virtù della ripartizione dei componenti, i processi diventavano spesso occasione di conflitto fra ceto senatorio e equestre. Le quaestiones continuarono a essere discusse fino al II secolo, venendo abolite nel 205 e soppiantate dalla  cognitio extra ordinem . Gran parte delle sue funzioni furono assorbite nella carica del praefectus urbi, che esercitava anche giurisdizione civile straordinaria per delega imperiale.

## Pene
Le pene che il tribunale infliggeva erano il più delle volte di tipo pecuniario, mentre in quasi nessun caso si comminarono pene di morte, per le quali era necessario il iudicium centuriato (provocatio ad populum). La pena più rilevante in ogni caso consisteva nel danno d'immagine dell'accusato, che vedeva conclusa praticamente la propria carriera. 
Non erano rari poi i casi di insabbiamento delle accuse, o di corruzione dei giudici stessi della corte.